# Kinturi (sjö i Pello, Lappland)
Kinturi är en sjö i kommunen Pello i landskapet Lappland i Finland. Arean är 29 hektar och strandlinjen är 4,67 kilometer lång.  Den  ingår i Torne älvs huvudavrinningsområde.  Sjön ligger omkring 68 kilometer nordväst om Rovaniemi och omkring 740 kilometer norr om Helsingfors. 
I sjön finns ön Kinturinsaari (halvö). 